# جائحة حمى الضنك في سريلانكا
جائحة حمى الضنك في سريلانكا هو جزء من جائحة حمى الضنك المدارية. حمى الضنك التي يسببها فيروس حمى الضنك. تم تسجيله لأول مرة منذ الستينيات. هو ليس مرضًا محليًا في جزيرة سريلانكا. أصبحت حمى الضنك في الوقت الحاضر مشكلة صحية عامة كبرى. نوعي Aedes aegypti وAedes albopictus كلاهما نوعان من البعوض الأصلي في سريلانكا. ولكن لم يتم العثور على هذا المرض في أوائل الستينيات. تم تأكيد أول فاشية لحمى الضنك في عام 1962. وعقب فاشية شيكونغونيا في عام 1965. في أوائل السبعينيات ساد نوعان في سريلانكا حيث تم الإبلاغ عن نوع DENV-1 من النوع الأول وDENV-2 من النوع الثاني. 51 حالة و15 حالة وفاة تم الإبلاغ عنها في 1965-1968. منذ عام 1989 فصاعدًا أصبحت حمى الضنك متوطنة في سريلانكا.